# Antonio Machado Ruiz
Antonio Machado Ruiz (Sevilla, 26 de juliol del 1875 - Cotlliure, Rosselló, 22 de febrer del 1939) va ser un poeta, escriptor i intel·lectual andalús. Pertangué en els seus inicis al moviment literari del modernisme, i més tard passà a ser membre de la Generació del 98. Va morir havent fugit a l'exili, a la Catalunya Nord, després de la derrota del bàndol republicà.

## Biografia
Antonio Machado va néixer el 26 de juliol de 1875 a Sevilla. Fou el segon de tres germans d'una família d'ideologia liberal. El seu pare, Antonio Machado y Álvarez, Demófilo, amic de Joaquín Costa i de Francisco Giner de los Ríos, publicà nombrosos estudis sobre el folklore andalús i gallec. La seva mare fou Ana Ruiz. El seu avi, Antonio Machado Núñez, era metge i professor de ciències naturals.
El 1883, el seu avi fou nomenat professor de la Universitat Central de Madrid i tota la família s'hi traslladà. Antonio Machado va completar llavors la seva formació a la cèlebre Institución Libre d'Enseñanza, fundada per Francisco Giner de los Ríos. Durant la seva joventut, Machado va interrompre diverses vegades els seus estudis, afectat pels problemes econòmics de la seva família després de la mort del seu pare per tuberculosi el 1893, i la del seu avi, el 1895. L'influx familiar i el seu centre d'estudis van marcar el seu camí intel·lectual.
El 1899 va viatjar a París, on vivia el seu germà Manuel, i treballà de traductor a l'editorial Garnier. Allí entrarà en contacte amb Oscar Wilde i Pío Baroja. Tornà a Espanya i treballà d'actor mentre cursava el batxillerat.
El 1902 tornà a París, on va conèixer Rubén Darío. De tornada a Madrid es va fer amic de Juan Ramón Jiménez, que era redactor en cap de la revista modernista Helios, en la qual Machado col·laborà. Participà en nombroses tertúlies i entrà en contacte amb els joves grups literaris.
El 1907 guanyà les oposicions a una plaça de catedràtic de francès de l'institut de Sòria, on es va fer amic de Vicente García de Diego, que era catedràtic de llatí i grec al mateix institut. Va conèixer Leonor Izquierdo, que treballava a casa de Vicente García de Diego, amb la qual es casarà dos anys després. Ella tenia quinze anys i ell trenta-quatre. El 1911 van anar a passar un any a París, ja que havia aconseguit una beca per a ampliar els seus estudis. Allà va assistir a les classes d'Henri Louis Bergson, però Leonor va emmalaltir de tuberculosi el mateix juliol i va morir un any més tard, l'1 d'agost del 1912. Això provocà una gran depressió a Machado i sol·licità el seu trasllat a Baeza (Jaén), on viurà durant set anys amb la seva mare dedicat a l'ensenyament i a l'estudi, i amb poca activitat per l'escriptura poètica.
El 1917 va conèixer Federico García Lorca i el 1919 es traslladà a Segòvia. El 1927 va ser elegit membre de la Reial Acadèmia Espanyola de la Llengua, tot i que posteriorment va abandonar el càrrec. El 1932 se li concedeix un lloc de professor a l'institut Calderón de la Barca, de Madrid.

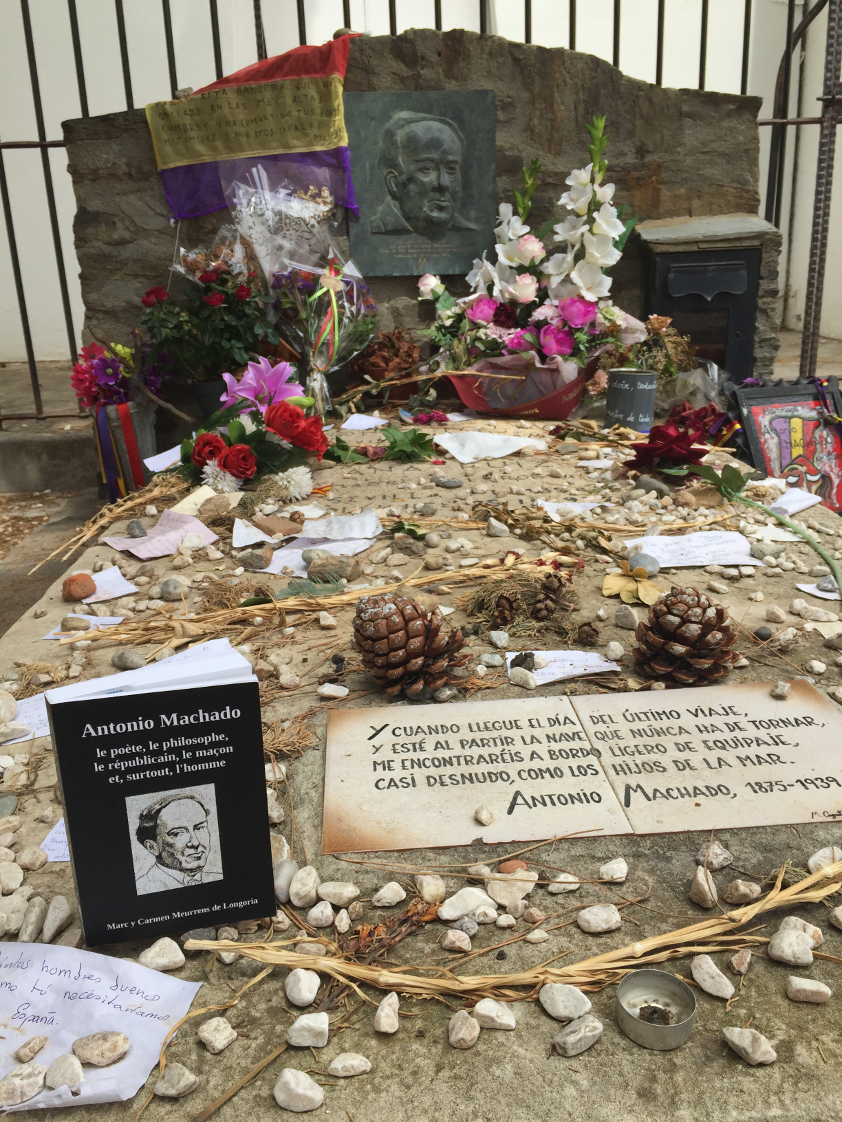
Tomba d'Antonio Machado al cementiri de Cotlliure

Amb l'esclat de la Guerra Civil marxà a Rocafort (València). El 1937 publicà la seva última obra, La guerra. El 1939, amb la derrota de l'Exèrcit Popular de la República va fugir d'Espanya acompanyat pel periodista i escriptor Corpus Barga i, passant per Barcelona, s'exilia a Cotlliure (Catalunya Nord), on poc després es produeix la mort del poeta i la de la seva mare amb només tres dies d'interval. A la seva butxaca es troba el seu últim vers escrit: "Estos días azules y este sol de la infancia".

## Obra
La seva obra poètica s'inicia amb Soledades (1903), que va ser escrita entre 1899 i 1902. En el breu volum ja es notaven molts trets que caracteritzarien la seua lírica posterior.
El 1907 publica Soledades, Galerías y Otros poemas, una versió ampliada de Soledades, després de guanyar les oposicions a una plaça de catedràtic de francès. Aquesta edició del llibre té una dedicatòria -impresa- a dos dels catedràtics que li han atorgat el lloc (D. Agustín Carreres i D. Antonio Gaspar del Campo).
En Soledades, Galerías y Otros poemas (octubre de 1907) la veu del poeta s'alça amb personalitat pròpia. Potser l'aspecte més típic d'aquesta personalitat sigui el to nostàlgic, suaument malenconiós, encara que parli de coses molt reals o de temes molt de l'època: jardins abandonats, parcs vells, fonts, etc. Espais als quals va aproximant-se a través del record, del somni o dels ensomnis.
Abans, però, ha tingut temps de publicar Campos de Castilla, obra en la qual l'autor se separa dels trets modernistes que presentava la seva obra Soledades i de l'intimisme cap al qual havia evolucionat amb Soledades, Galerías y Otros poemas, acostant-se als autors de la Generació del 98. En una segona versió d'aquesta obra també s'hi recullen uns quants planys per la mort de Leonor.
En el fons, aquest intimisme mai no desapareix, encara que en l'obra següent, Campos de Castilla (1912) (cal tenir en compte que és el seu llibre vuitcentista.), el poeta mira, sobretot, a l'espai geogràfic que l'envolta —les terres castellanes— i als homes que hi habiten.
El 1917 escriu textos en prosa que després seran recollits en els dos apòcrifs Juan de Mairena i Abel Martín.
A la secció Campos de Castilla que figura en l'edició de Poesías completas (1917) s'afegeixen nous textos que no figuren en la de 1912:
- Un grup de poemes escrits a Baeza després de la mort de la seva dona, en els quals la memòria té un paper fonamental.
- Una sèrie de poemes breus, de caràcter reflexiu, sentenciosos, que el poeta anomena Proverbios y cantares.
- Uns quants textos molt crítics cap a la societat i l'Espanya d'aquell moment.

El llibre Nuevas canciones (1924), escrit parcialment a Baeza, recorda en algun fragment el to nostàlgic del primer Machado. Hi ha una presència de les terres sorianes, evocades des de lluny; n'hi ha, també, de l'Alta Andalusia, espai geogràfic real i mític alhora; continua, a més, en el nou llibre, la línia sentenciosa de Proverbios y cantares.
Les edicions de Poesies completes de 1928 i 1933 presenten novetats dignes de ser destacades. Especialment, cal ressenyar l'aparició de dos importants apòcrifs, Juan de Mairena i Abel Martín —mestre de Mairena—, més un tercer, que du el mateix nom que el poeta. Són, tots ells, autors dels poemes afegits a aquestes noves edicions. Juan de Mairena és, a més, autor de comentaris en prosa: d'ell digué Machado, alguns anys més tard, que era el seu "jo filosòfic". Entre els textos que a aquests personatges s'atribueixen destacarem, d'una banda, els de caràcter filosòfic (filosofia impregnada de lirisme), uns quants poemes eròtics, inspirats per Pilar de Valderrama (Guiomar en la poesia), que va ser l'últim gran amor del poeta en la vida real.
El 1936, a punt d'esclatar la Guerra Civil, publica un llibre en prosa: Juan de Mairena. Sentencias, donaires, apuntes y recuerdos de un profesor apócrifo. Es tracta d'un aplec d'assajos que havia anat publicant a la premsa madrilenya a partir de 1934. Aquest volum mostra que el seu autor és un dels més originals prosistes del seu segle. A través d'aquestes pàgines, Machado-Mairena parla sobre la societat, la cultura, l'art, la literatura, la política, la filosofia. Usa una gran varietat de tons, que van des de l'aparent frivolitat fins a la gravetat màxima, passant per la ironia, la gràcia, l'humor, etc.
Durant la guerra marxa amb la seva família a València, s'uneix al moviment Alianza de Escritores Antifascistas i participa activament en el II Congrés Internacional, celebrat en la mateixa ciutat. Machado va escriure uns pocs textos en vers i molts en prosa. Alguns —vers i prosa— es recullen en el seu últim llibre, La guerra (1937, amb il·lustracions de José Machado). Si bona part de les seves peces últimes han de veure's com a testimonials, hi ha textos de grandíssima qualitat literària, entre ells, El crimen fue en Granada, escrit amb motiu de l'assassinat de Federico García Lorca.
Durant els anys vint i els primers anys de la dècada dels trenta, escriu teatre en col·laboració amb el seu germà Manuel. Ambdós estrenen a Madrid les següents obres: Desdichas de la fortuna o Julianillo Valcárcel (1926), Juan de Mañara (1927), Las adelfas (1928), La La Lola se va a los puertos (1929), La prima Fernanda (1931) i La duquesa de Benamejí (1932).

### Poesia
La poesia d'Antonio Machado és molt particular. Per a ell la poesia s'allunya de la concepció modernista que aquesta és la suma de les arts. No importa tant la forma, la musicalitat, la bona rima, si no es conta res. El verb és el més important, perquè expressa el temps, la temporalitat que ell considera essencial. No obstant això, no li dona tanta importància a l'espai.
La poesia és l'expressió íntima del sentiment del poeta, però, encara que íntima, pretén ser universal. La poesia és un diàleg d'un home amb el temps de cadascun. El poeta pretén eternitzar aquest temps objectiu perquè romangui viu el temps psíquic del poeta, perquè sigui universal.
Rebutja el creacionisme perquè conrea la imatge com alguna cosa en si mateix. També li dona molta importància al sentiment que ha d'impregnar la imatge. Les imatges que no parteixen del sentiment, sinó només de l'intel·lecte, no valen res.
També rebutja la poesia surrealista, perquè no té estructura lògica. Per a ell això és una deshumanització, que no comparteix. La poesia ha de parlar amb el cor.

### Poemes musicats
El cantant Paco Ibáñez va musicar un recull de Proverbios i cantares i el va incloure en el disc Los unos por los otros (1970). El 1969 Joan Manuel Serrat treu el disc Dedicado a Antonio Machado, poeta, amb deu poemes musicats, entre els quals cal destacar La saeta i Cantares, que barreja textos propis amb altres del poeta. El disc inclou també la cançó En Cotlliure, amb lletra de Serrat, que acaba amb uns versos realment emotius:

## Obra publicada
Seguint la cronologia de l'Instituto Cervantes.

### Poesia
- 1903 - Soledades: poesías
- 1907 - Soledades. Galerías. Otros poemas
- 1912 - Campos de Castilla
- 1917 - Páginas escogidas
- 1917 - Poesías completas
- 1917 - Poemas
- 1918 - Soledades y otras poesías
- 1919 - Soledades, galerías y otros poemas
- 1924 - Nuevas canciones
- 1928 - Poesías completas (1899-1925)
- 1933 - Poesías completas (1899-1930)
- 1933 - La tierra de Alvargonzález
- 1936 - Poesías completas
- 1937 - La guerra (1936-1937)
- 1937 - Madrid: baluarte de nuestra guerra de independencia
- 1938 - La tierra de Alvargonzález y Canciones del Alto Duero

### Prosa
- 1936 - Juan de Mairena (sentencias, donaires, apuntes y recuerdos de un profesor apócrifo)
- 1957 - Los complementarios (recopilació póstuma a càrrec de Guillermo de Torre publicada a Buenos Aires per Editorial Losada).
- 1994 - Cartas a Pilar (edició de G. C. Depretis, a Madrid amb Anaya-Mario Muchnik).
- 2004 - El fondo machadiano de Burgos. Los papeles de AM (edició d'A. B. Ibáñez Pérez, a Burgos per la Institución Fernán González).

### Teatre
(amb Manuel Machado)
- 1926 - Desdichas de la fortuna o Julianillo Valcárcel
- 1927 - Juan de Mañara
- 1928 - Las adelfas
- 1930 - La Lola se va a los puertos
- 1930 - La prima Fernanda
- 1932 - La duquesa de Benamejí
- 1932 - Teatro completo, I, Madrid, Renacimiento.
- 1947 - El hombre que murió en la guerra (Homenatge en Buenos Aires)

(adaptacions de clàssics, en col·laboració)
- 1924 - El condenado por desconfiado, de Tirso de Molina (amb José López Hernández), estrenada el 2 de gener de 1924, al Teatro Español de Madrid, amb Ricardo Calvo com a protagonista principal.
- 1924 - Hernani, de Victor Hugo (amb Francisco Villaespesa), estrenada l'u de gener de 1925, al Teatro Español de Madrid, per la companyia de María Guerrero i Fernando Díaz de Mendoza.[4]
- 1926 - La niña de plata, de Lope de Vega (amb José López Hernández).

## Premis i reconeixements
Entre els nombrosos reconeixements dedicats a Antonio Machado, la seva obra i la seva memòria, es poden esmentar de forma aleatòria:

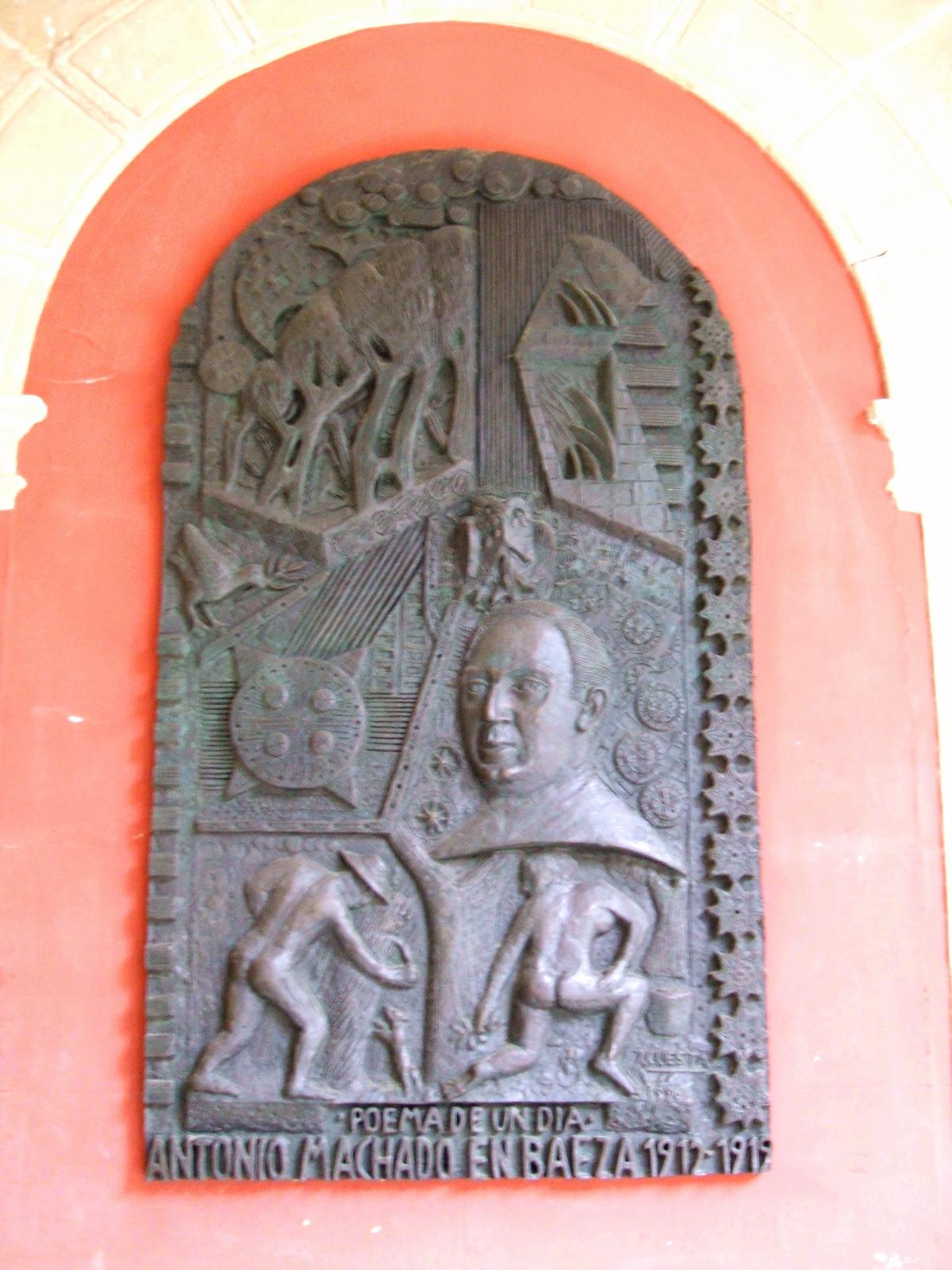
Placa en honor d'Antonio Machado a l'antiga universitat de Baeza

- 1932 - Nomenat Fill adoptiu de Sòria
- 1952- L'homenatge que, des de l'Institut Hispànic, als Estats Units, va ser tributat en el tretzè aniversari de la seva mort, amics a l'exili, amb un comitè format per: Tomás Navarro Tomás, Jorge Guillén, Rafael Heliodoro Valle, Federico de Onís, Arturo Torres-Rioseco, Andrés Iduarte, Eugenio Florit i Gabriel Pradal.
- 1955 - L'exposició homenatge dels artistes espanyols a París, immortalitzada pel cartell autògraf que va realitzar Pablo Picasso, amb data de 3 de gener de 1955.
- 1962 - Ángel González, un dels més aplicats biogràfics i estudiosos de la figura i obra d'Antonio Machado, també va dedicar alguns dels seus poemes més personals, com l'elecció que va incloure en el seu tercer llibre " 'Grado Elemental' '(1962), titulada "Camposanto en Colliure".
- 1966 - El cartell de Joan Miró realitzat el 1966 per al frustrat homenatge a Machado a Baeza.[5]
- 1969 - L'àlbum  Dedicat a Antonio Machado, poeta  (1969), del cantautor Joan Manuel Serrat, que va contribuir a la recuperació i popularització del poeta.